# Нідербергкірхен
Нідербергкірхен (нім. Niederbergkirchen) — громада в Німеччині, розташована в землі Баварія. Підпорядковується адміністративному округу Верхня Баварія. Входить до складу району Мюльдорф. Складова частина об'єднання громад Рорбах.
Площа — 24,70 км2. Населення становить 1224 ос. (станом на 31 грудня 2020).